# Caught in the Light
Caught in the Light è il sedicesimo album della band rock britannica Barclay James Harvest, pubblicato nel 1993.

## Formazione
- John Lees - voce, chitarra, tastiera
- Les Holroyd - voce, basso, chitarra, tastiera
- Mel Pritchard - batteria
- Kevin McAlea - tastiera

## Tracce
1. Who Do We Think We Are?
2. Knoydart
3. Copii Romania
4. Back To Earth
5. Cold War
6. Forever Yesterday
7. The Great Unknown
8. Spud-U-Like
9. Silver Wings
10. Once More
11. A Matter Of Time
12. Ballad Of Denshaw Mill